# Doggers bank-incidenten

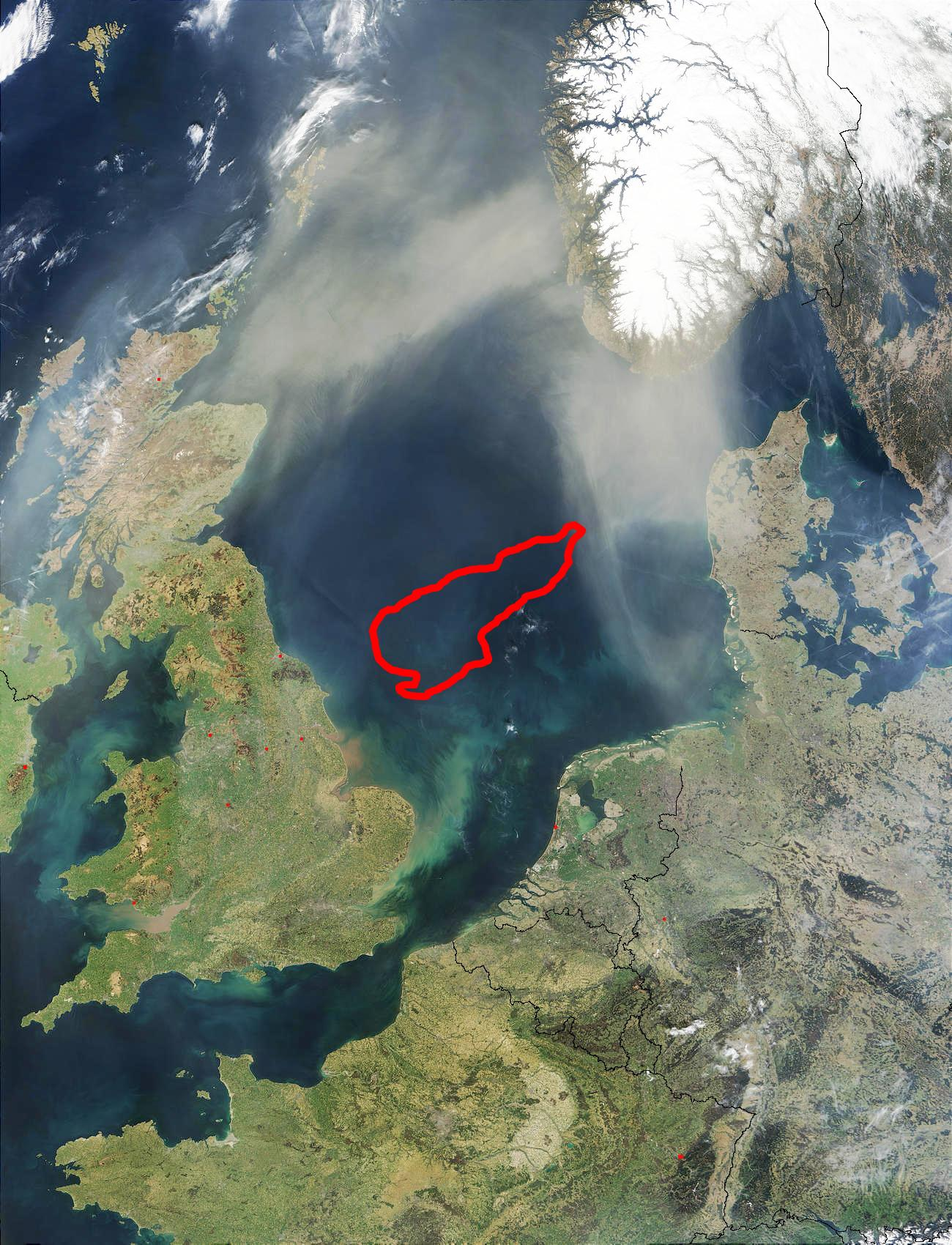
Doggers bankar.

Doggers bank-incidenten var en incident under rysk-japanska kriget vid Doggers bankar, där den ryska Östersjöflottan på väg till Stilla havet besköt fisketrålare i tron att det var japanska örlogsfartyg.

## Incidenten

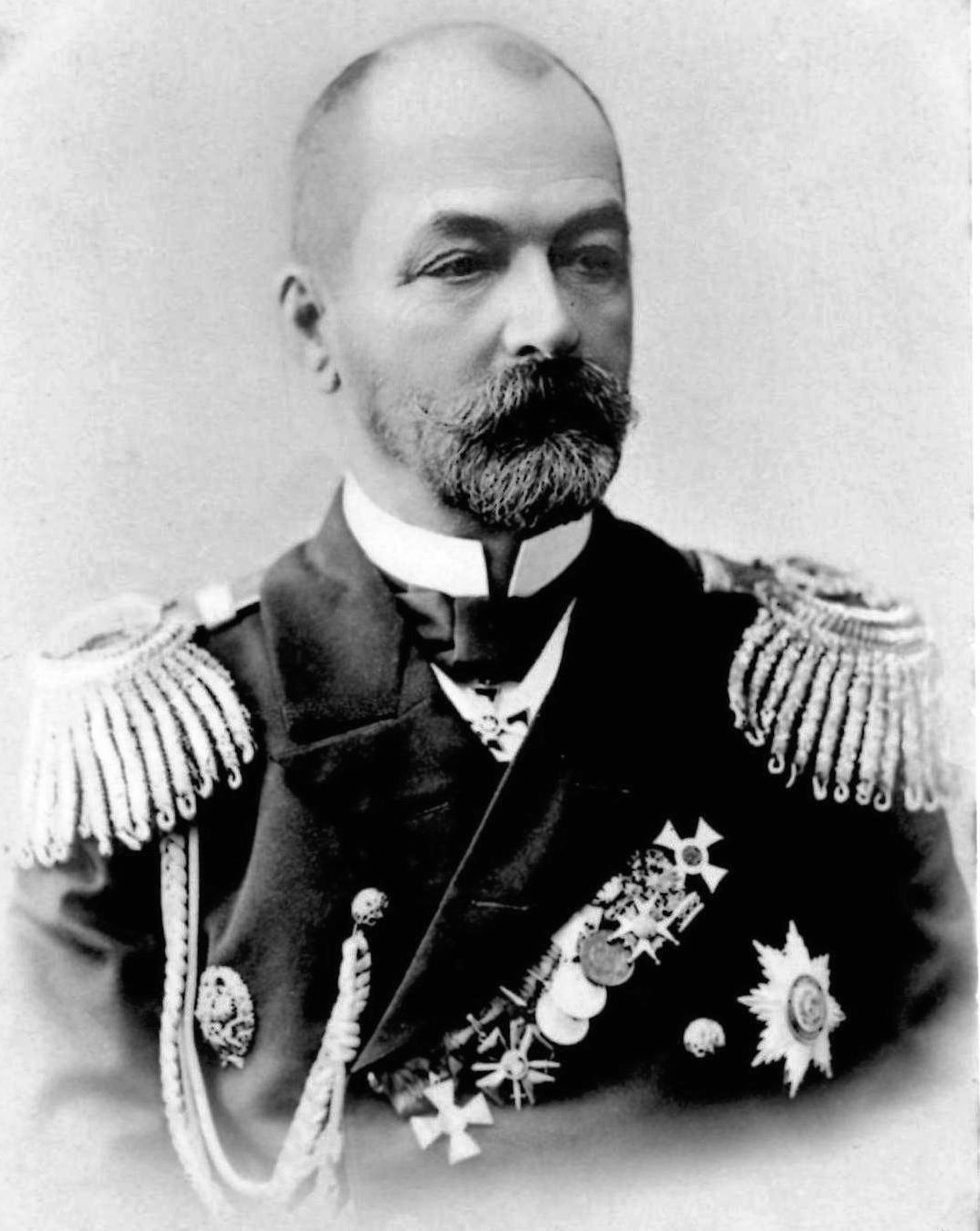
Zinovij Rozjestvenskij.

På sin färd ut till östasiatiska farvatten besköt amiral Zinovij Rozjestvenskijs flotta, den så kallade Östersjöeskadern, natten mellan 20 och 21 oktober 1904 en flottilj av omkring 30 ångtrålare, som visade alla föreskrivna ljussignaler och helt fredligt bedrev sitt fiske. 
Beskjutningen berodde på ett rykte om att japanerna i europeiska farvatten förberedde ett anfall på eskadern med torped- eller undervattensbåtar. Eskadern hade därför tidigare under dagen utan betänkande skjutit på varje fartyg som för dem såg misstänkt ut, bland annat på den svenska ångaren Aldebaran, en tysk och en fransk trålare, samt en engelsk trålarflottilj. 
Beskjutningen hade med hänsyn till det stora antalet avlossade granater vållat minimal skada: tre trålare träffades, varav en sänktes, och av dess besättning dödades två man och alla skadades utom en. Senare uppdagades att även ett av ryska flottans egna fartyg beskjutits och åtminstone en person, skeppsprästen, dödats. 
Efter omkring 12 minuters livlig kanoneld ångade den ryska eskadern vidare, utan att hjälpa något av de nödställda fartygen. När händelsen senare blev känd i England, uppstod där en våldsam upprördhet, krigiska förberedelser gjordes, och regeringen begärde en förklaring, ursäkt och skadestånd av den ryska regeringen. 
Den 28 oktober hade ministern Balfour lyckats avtala en överenskommelse med den ryska regeringen: Ersättning skulle lämnas för skadan på trålarna, Rozjdestvenskjis flotta skulle hejdas i Vigo, så att de involverade officerarna inte skulle kunna fortsätta till Östasien, händelsens förlopp utredas av en internationell undersökningskommission, brottsligt överbevisade personer straffas och instruktioner av den ryska regeringen utfärdas i syfte att hindra liknande händelser från att upprepas.

## Efterföljderna
Den internationella, enligt Haagkonventionens föreskrifter organiserade undersökningskommissionen, bestående av en engelsk, en rysk, en fransk, en amerikansk, och en österrikisk amiral, sammanträdde i Paris 22 december 1904 och avgav efter livliga förhandlingar sitt slutliga betänkande 27 februari 1905. Detta gav en med den engelska versionen i allt väsentligt överensstämmande skildring av förloppet under iakttagande av överdriven skonsamhet vid bedömande av amiral Rozjdestvenskjis förhållande under och efter katastrofen. 
Doggers bankaffären fick kort därefter sin avslutning genom att ryska regeringen till de genom beskjutningen lidande utbetalde ett skadestånd av 65 000 £. Till minne av de döda fiskarna restes 1906 en staty i Kingston upon Hull.